# Prestant

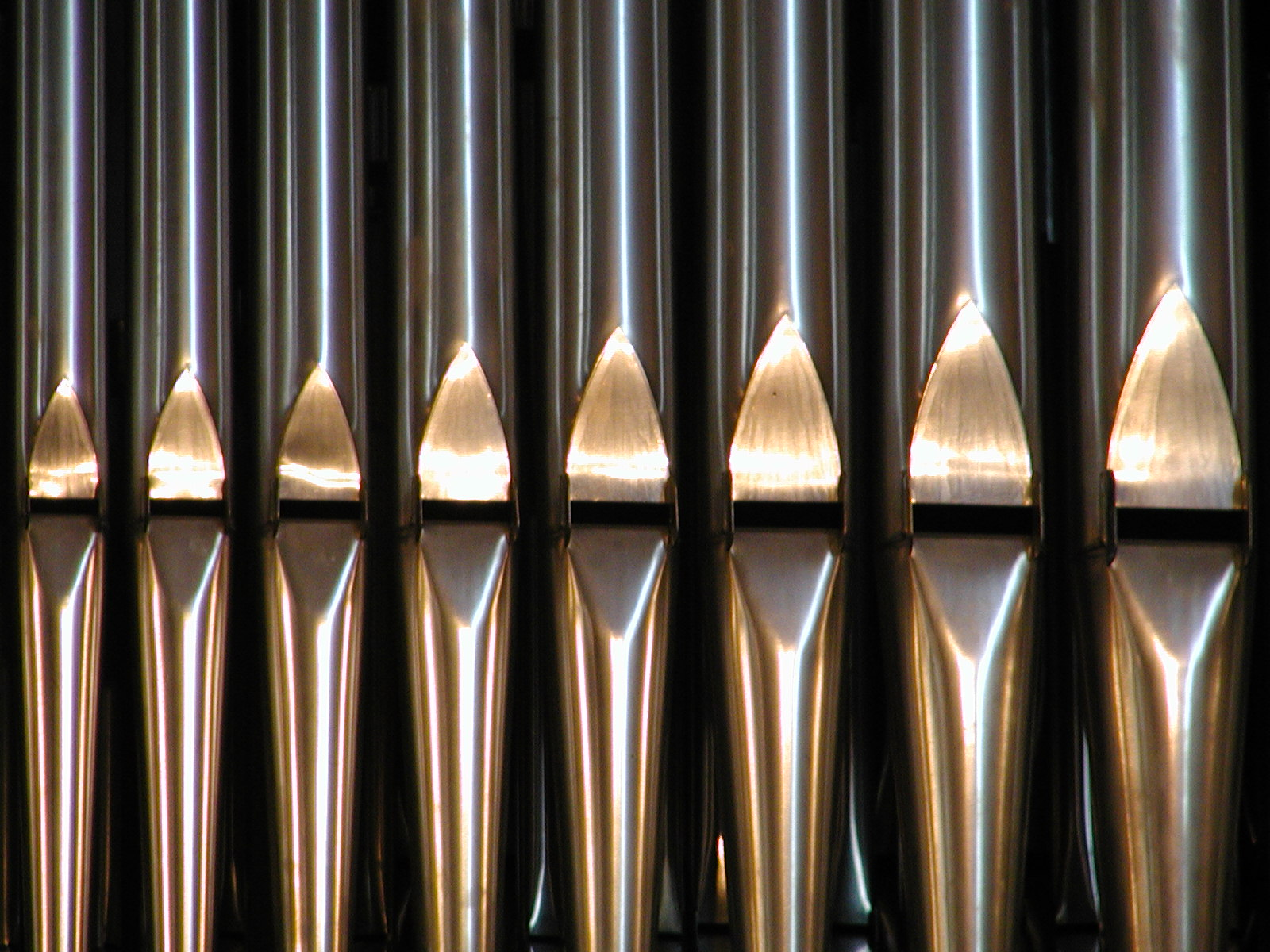
Prestantpijpen in een orgelfront

Prestant (oude benaming ook wel praestant, soms ook Doof(f) of Doeff) is het basisregister van een orgel. De naam komt van het Latijnse werkwoord praestare, wat vooraan staan betekent. Een prestant staat vrijwel altijd (grotendeels) in het orgelfront. De prestant behoort tot de labiaalregisters.
De toon van een prestant houdt het midden tussen hoornachtig en het geluid van een strijker, met een licht blazend karakter. Vroege orgels hebben vaak een meer hoornachtig geluid met een snelle, ietwat schelle aanspraak (15e/16e eeuw). In de 19e eeuw wordt de toon breder en donkerder.
Er zijn ook registers in prestantkleur die niet in een orgelfront staan maar in het binnenwerk zijn opgenomen. Vaak zijn dit hogere stemmen met namen die corresponderen met hun ligging ten opzichte van de prestant. Een octaaf is één octaaf hoger, een superoctaaf twee en een quint(e) (ongeveer) anderhalf. 
Alle orgelregisternamen worden gevolgd door een cijfer, wat de lengte (in voeten) van de grootste pijp aangeeft. Bij een "normale" toonhoogte spreken we van een (in dit geval) prestant 8' of prestant 8 voet. Een octaaf wordt dan octaaf 4 voet, een quint 2 2/3 voet en een superoctaaf 2 voet. Omdat de prestant hier met een 8 wordt aangeduid, wordt het klavier waarop deze prestant 8' staat omschreven als een 8-voetsklavier. Is dat klavier het hoofdklavier of het enige klavier, dan wordt het orgel als geheel omschreven als een 8-voetsorgel.
- Grotere orgels hebben geregeld een prestant 16'. Deze klinkt dan een octaaf lager, waardoor de octaaf, quint en superoctaaf als respectievelijk 8', 5 1/3' en 4' worden aangeduid.
- Bij kleinere orgels of nevenklavieren, waarbij de prestant als 4 voet is uitgevoerd, is de ligging prestant, octaaf, quint en superoctaaf respectievelijk 4, 2, 1 1/3' en 1.

De prestant kan ook onder de volgende benamingen op (buitenlandse) orgels terug te vinden zijn:
- open diapason (Engels) of
- Prinzipal (Duits) of
- montre (Frans)

Het gangbaarst is principal of een daarop gelijkende benaming.
Aliquot · Bourdon · Chamadewerk · Cornet · Cymbelster · Dulciaan · Fluit · Gedekt · Grondstem · Hobo · Holpijp · Mixtuur · Nachtegaal · Prestant · Roerfluit · Salicionaal · Strijkers  · Subbas · Tolkaan · Voix céleste · Vulstem